# Dasineura alyssi
Dasineura alyssi är en tvåvingeart som först beskrevs av Jean-Jacques Kieffer 1901.  Dasineura alyssi ingår i släktet Dasineura och familjen gallmyggor. Inga underarter finns listade i Catalogue of Life.